# Wang Jung-hyun
Wang Jung-hyun ((왕정현?, 王淨鉉?); Gwangmyeong, 30 agosto 1976) è un ex calciatore sudcoreano, di ruolo difensore.